# Taormina Film Fest 2006
La 52ª edizione del Taormina Film Fest si è svolta a Taormina dal 20 al 25 giugno 2006. Fu l'ultimo anno della direzione artistica di Felice Laudadio, in carica dal 1999, che si dimise per protesta a seguito della perdita della sponsorizzazione di 500.000 euro l'anno garantita dalla Banca Nazionale del Lavoro che scelse di dirottarla sulla nascente Festa del cinema di Roma. Laudadio - che annunciò pubblicamente le sue dimissioni  dinanzi agli spettatori del Teatro Greco nella serata finale del festival - aveva personalmente ottenuto quella sponsorship nel 2002 d'intesa con l'allora amministratore delegato della banca Davide Croff, divenuto in seguito presidente della Biennale di Venezia.
Il festival ha sede presso le sale del Palazzo dei Congressi e il Teatro Greco.Le sezioni 

## Le sezioni
Sono previste sei sezioni, articolate in tre categorie in concorso ("ItaliaFilmFest Lungometraggi", "ItaliaFilmFest Documentari" e "Cortometraggi Internazionali"), una fuori concorso ("Il Grande Cinema al Teatro Greco"), una finestra di "Eventi speciali" e un contenitore di lezioni di cinema. In questa edizione, la sezione competitiva dedicata a pellicole internazionali, "Cinema del mondo", viene esclusa dal festival per ristrettezze economiche provocate proprio dalla perdita della sponsorizzazione della BNL.  

## ItaliaFilmFest
In concorso una selezione di tredici lungometraggi italiani e cinque documentari italiani.

### Lungometraggi
- La terra di Sergio Rubini
- La bestia nel cuore di Cristina Comencini
- Arrivederci amore, ciao di Michele Soavi
- In ascolto di Giacomo Martelli
- Notte prima degli esami di Fausto Brizzi
- I giorni dell'abbandono di Roberto Faenza
- La guerra di Mario di Antonio Capuano
- Il regista di matrimoni di Marco Bellocchio
- Piano 17 dei Manetti Bros.
- Romanzo criminale di Michele Placido
- Anche libero va bene di Kim Rossi Stuart
- L'estate del mio primo bacio di Carlo Virzì
- Il caimano di Nanni Moretti

### Documentari
- Camicie verdi - Bruciare il tricolore di Claudio Lazzaro
- Craj di Davide Marengo
- In un altro paese di Marco Turco
- Odessa di Leonardo Di Costanzo
- Sessantotto - L'utopia della realtà di Ferdinando Vicentini Orgnani

## Il Grande Cinema al Teatro Greco
Sei film in anteprima mondiale o europea proiettati al Teatro Greco di Taormina.
- The Sentinel di Clark Johnson (USA)
- Bandidas di Joachim Roenning (Francia/Messico/USA)
- Seeking Fear di Robin Webb (Canada)
- United 93 di Paul Greengrass (USA)
- Water - Il coraggio di amare di Deepa Mehta (Canada/India)
- Il fantasma dell'opera (versione restaurata) di Rupert Julian (USA)

## Cortometraggi Internazionali
Dodici corti di produzione internazionale che concorrono al Taormina Arte Award per il miglior cortometraggio.
- 4 1/4 di Aundré Johnson
- Angel di Will Khan
- Brevet di Rune Nøhr Christiansen
- Eggs di James Cotter
- Ein Stein I Veien di Guro R. Jenssen
- Le duel di Marie-Lou Dorval
- Marni di Elisa Fuksas
- Nest di Evgen Khvorostyanko
- Rules di Sean Garrity
- Sparky The Space Dog di Jimmy Murakami
- Te quiero mal di Mireia Giró Costa
- Ti voglio bene assai di Fernando Muraca

## Eventi Speciali
- Agente matrimoniale di Christian Bisceglia
- Sequenze in anteprima di Salvatore di Gian Paolo Cugno

## Lezioni di cinema
Quattro lezioni di cinema presso il Palazzo dei Congressi tenute da grandi personalità del cinema, attraverso la proiezione di film e di un incontro pubblico. Nel 2006 sono stati presenti:
- Carlo Verdone, con i film Bianco, rosso e Verdone e Il mio miglior nemico
- Luis Bacalov, con il film Il postino
- Alex Infascelli
- Corey Johnson e Daniel Saul
- Deepa Mehta, con i film Fire e Earth

## La giuria
Composta interamente da critici cinematografici della Fipresci.
- Andrei Plakhov (presidente)
- Pamela Bienzóbas
- Josef Schnelle
- Ninos Mikelides
- Steve Ayorinde

## I premi
- Premio Franco Cristaldi per il miglior produttore: Marco Bellocchio e Sergio Pelone per Il regista di matrimoni
- Premio Mario Monicelli per il miglior regista: Michele Soavi per Arrivederci amore, ciao
- Premio Suso Cecchi D'Amico per la migliore sceneggiatura: Nanni Moretti, Francesco Piccolo e Federica Pontremoli per Il Caimano
- Premio Tonino Guerra per il miglior soggetto: Giacomo Martelli per In ascolto
- Premio Anna Magnani per la migliore attrice: Valeria Golino per La guerra di Mario
- Premio Gian Maria Volonté per il miglior attore: Kim Rossi Stuart per Anche libero va bene e per Romanzo criminale
- Premio Ennio Morricone per il miglior compositore delle musiche: Franco Piersanti per Il Caimano e La bestia nel cuore
- Premio Giuseppe Rotunno per il miglior direttore della fotografia: Pasquale Mari per Il regista di matrimoni
- Premio Dante Ferretti per il miglior scenografo: Paola Comencini per Romanzo criminale
- Premio Roberto Perpignani per il miglior montatore: Federico Mareschi per Piano 17
- Premio Piero Tosi per il miglior costumista: Monica Simeone per Notte prima degli esami
- Premio Vittorio De Seta per il miglior documentario: Marco Turco per In un altro paese

### Premi collaterali
- Taormina Film Fest Award per il miglior cortometraggio internazionale: Mireia Girò Costa per Te Quiero mal
- Premio per le nuove tecnologie: Marco Pignatelli per il corto Il Tramvai

### Taormina Arte Awards
I Taormina Arte Awards vengono consegnati a personaggi che si sono distinti per il loro contributo al mondo del cinema. In questa edizione ne sono stati assegnati sette. I premiati sono:
- Carlo Verdone
- Krzysztof Zanussi
- Luis Bacalov
- Valeria Golino
- Francesca Lo Schiavo
- Dante Ferretti
- Deepa Mehta